# Kamienna
Il Kamienna è un fiume che attraversa la Polonia, ha una lunghezza di 138 chilometri.